# Esquadrilha da Fumaça

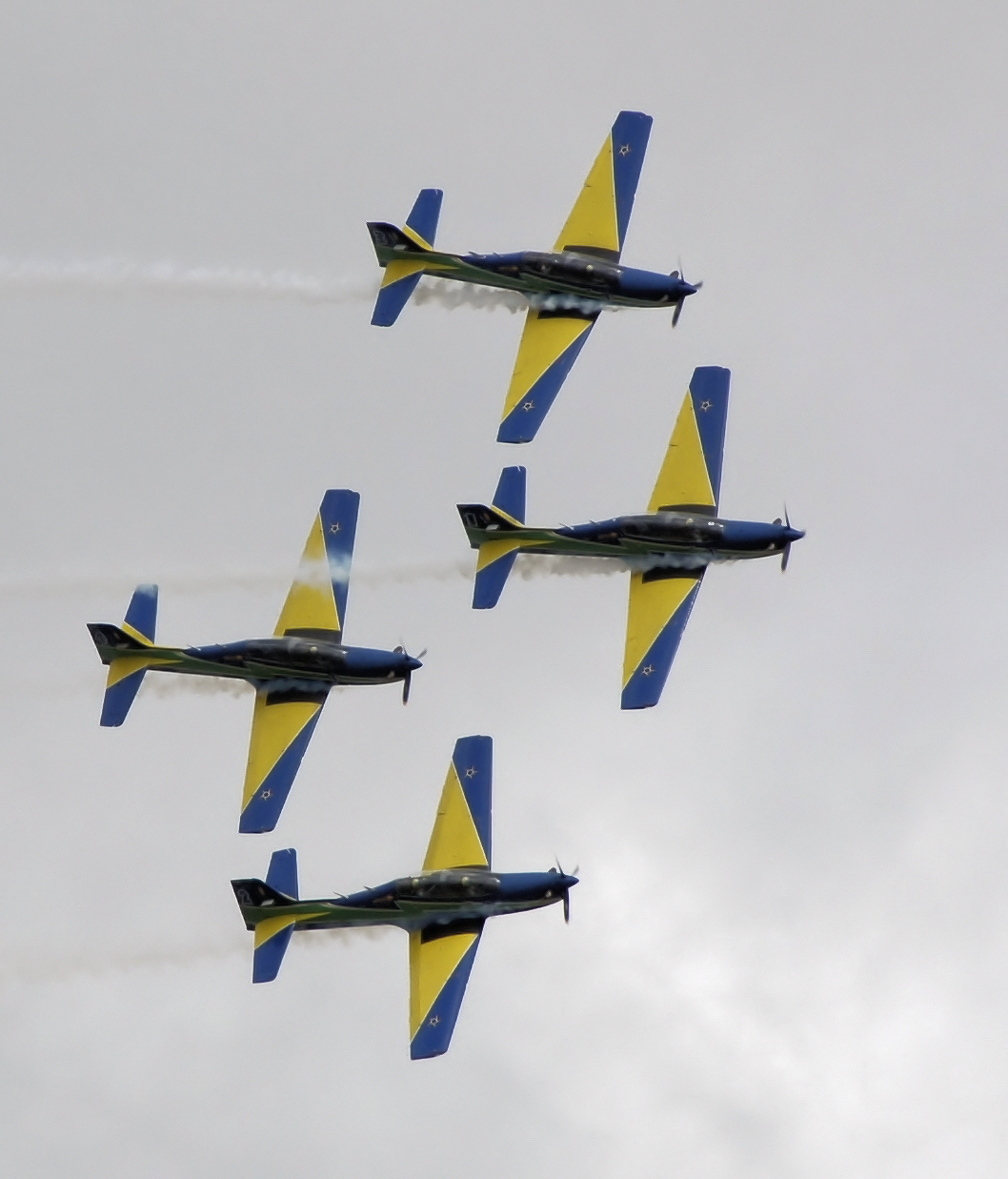
Embraer EMB 312 an der RIAT

Das Luft-Demonstrations-Geschwader (portugiesisch: Esquadrão de demonstração Aérea), im Volksmund als Smoke Squadron bekannt (portugiesisch: Esquadrilha da Fumaça, dt. übersetzt: Rauchstaffel) ist die Kunstflugstaffel der brasilianischen Luftwaffe. Die erste Vorführung fand am 14. Mai 1952 über dem Strand von Copacabana statt, damals mit North American T-6. Das Team verwendete die T-6 von der Gründung bis 1968 und wechselte dann auf die französische Aérospatiale (Fouga) CM.170-2 Super-Magister, im FAB-Dienst T-24 genannt. Allerdings erwies sich dieses Modell als ungeeignet für die brasilianischen Bedingungen, sodass man ab 1972 wieder auf die T-6 zurückgriff. Diese wurde bis 1977 verwendet.
Das Esquadrão de demonstração Aérea wurde 1977 aufgelöst, jedoch am 8. Dezember 1983 mit N621 Universal von Neiva wieder aktiviert. Diese wurden bald vom damals neuen Embraer EMB 312 Tucano Turboprop-Trainer ersetzt. Zuerst hatten die Flugzeuge eine leuchtend rote Farbe, die später durch die bis heute verwendeten Nationalfarben Blau, Grün und Gelb ersetzt wurde. Von 2012 bis 2014 wurde die Tucano durch die Embraer EMB 314 Super Tucano ersetzt.

## Flugzeuge
Von der Esquadrão de demonstração Aérea verwendete Flugzeugtypen in chronologischer Reihenfolge:
- North American T-6 Texan für 1225 Vorführungen
- Aérospatiale (Fouga) CM.170-2 Super-Magister für 46 Displays
- Neiva T-25 Universal für 55 Displays
- Embraer EMB-312 Tucano mit mehr als 200 Displays
- Embraer EMB-314 Super Tucano[1]

## Auftrag
- Zivile und militärische Luftfahrtgemeinschaften zusammenzubringen
- Zu einer besseren Integration zwischen der Luftwaffe und den anderen Streitkräfte beizutragen
- Die brasilianische Luftwaffe in Brasilien und im Ausland zu vertreten
- Jugendliche zu ermutigen, zivile und militärische Luftfahrtberufe zu wählen
- Die Qualität der brasilianischen Luftfahrtindustrie zu zeigen